# Cytokineza
Cytokineza – podział cytoplazmy w procesie podziału komórki, zachodzący po kariokinezie (podziale jądra komórkowego), zwykle pod koniec anafazy lub na początku telofazy.

Schemat cyklu komórkowego z zaznaczonym etapem cytokinezy

W komórkach zwierzęcych cytokineza wygląda następująco: w płaszczyźnie równikowej dzielącej się komórki tworzy się pierścień kurczliwy (zbudowany z cząsteczek białek – miozyny i aktyny). W wyniku zaciskania się tego pierścienia powstaje bruzda podziałowa. Pod nią zlokalizowane są pęcherzyki siateczki wewnątrzplazmatycznej, które łączą się i pomagają rozdzielić cytoplazmę oraz odtworzyć błonę komórkową. Ostatecznie prowadzi to do rozdzielenia cytoplazmy pomiędzy dwie komórki potomne.
W komórkach roślinnych cytokineza przebiega nieco inaczej, ponieważ w przeciwieństwie do komórki zwierzęcej, komórka roślinna posiada ścianę komórkową. W płaszczyźnie równikowej, pomiędzy grupami rozdzielonych chromosomów, tworzy się fragmoplast (utworzony z pozostałości mikrotubul). Struktura ta kieruje transportem pęcherzyków pochodzącym głównie z aparatu Golgiego, wypełnionych materiałami służącymi do budowy ściany komórkowej. Pęcherzyki te układają się w płaszczyźnie równikowej, łączą się ze sobą i powoli budują ścianę komórkową, która rozdziela cytoplazmę na dwie części. Rodzaje cytokinezy w komórce roślinnej to cytokineza odśrodkowa i cytokineza dośrodkowa.